# MAXXI - Musée national des Arts du XXIe siècle
Le MAXXI - musée national des Arts du XXIe siècle (en italien : « MAXXI - Museo nazionale delle arti del XXI secolo »), ou MAXXI, est une fondation italienne, la « Fondazione MAXXI », à vocation de musée national ouvert en 2010 et consacré à toutes les formes de création de l'art contemporain. Il est situé via Guido Reni dans le quartier de Flaminio à Rome.

## Historique
La ville de Rome possède depuis 2002 le musée d'art contemporain de Rome ou MACRo, un musée entièrement consacré à l'art contemporain, mais cette institution est relativement restreinte en surface et reste de gestion municipale. Sous l'impulsion du maire de Rome Francesco Rutelli, très actif dans le projet, le ministère italien de la Culture décide de lancer en 1998 un projet pour un vaste musée national et ouvre un concours d'architecture pour sa réalisation. Le nom de MAXXI est choisi partiellement en référence au MACRo. Parmi les 15 dossiers retenus en seconde phase en 1999, c'est le projet architectural de l'architecte anglo-irakienne Zaha Hadid qui est sélectionné pour la construction de l'édifice.
La construction des bâtiments d'une surface de 27 000 m2 s'effectue de 2002 à 2007 pour un coût de 150 millions d'euros. L'aménagement intérieur est effectué de 2007 à 2009 avec l'élaboration des collections. L'inauguration a lieu le 30 mai 2010 avec un retard de cinq ans sur les delais fixés.
Une rétrospective consacrée à Gino de Dominicis inaugure le bâtiment et 25 000 personnes visitent le musée durant les trois jours de portes ouvertes.
L'architecte Zaha Hadid a été récompensée en 2010 par le prix Stirling pour la réalisation du MAXXI.
En 2012, le musée est confronté à de graves difficultés financières, car le Ministère de la Culture, dont le budget a été fortement diminué, ne lui verse que deux millions d'euros par an. Le directeur de la fondation Pio Baldi et son adjoint démissionnent de la direction du musée ; ils sont remplacés par la secrétaire générale du ministère Antonia Pasqua Recchia.
Il est dirigé par l’ancienne ministre de la Culture Giovanna Melandri.

## Bâtiments
Ce complexe muséal du MAXXI s'étendant sur 27 000 m2 a pris place dans d'anciens baraquements militaires de Prati, non loin du auditorium Parco della Musica, œuvre de l'architecte Renzo Piano. Le projet de Zaha Hadid comprend un campus urbain de 10 000 m2 consacré à l'art et à la culture, partagé en deux grandes sections : MAXXI Arts (5 700 m2) et MAXXI Architecture (3 400 m2). En plus des espaces d'exposition, le MAXXI abrite un auditorium, une bibliothèque, une cafétéria et des espaces intérieurs et extérieurs destinés aux expositions temporaires.

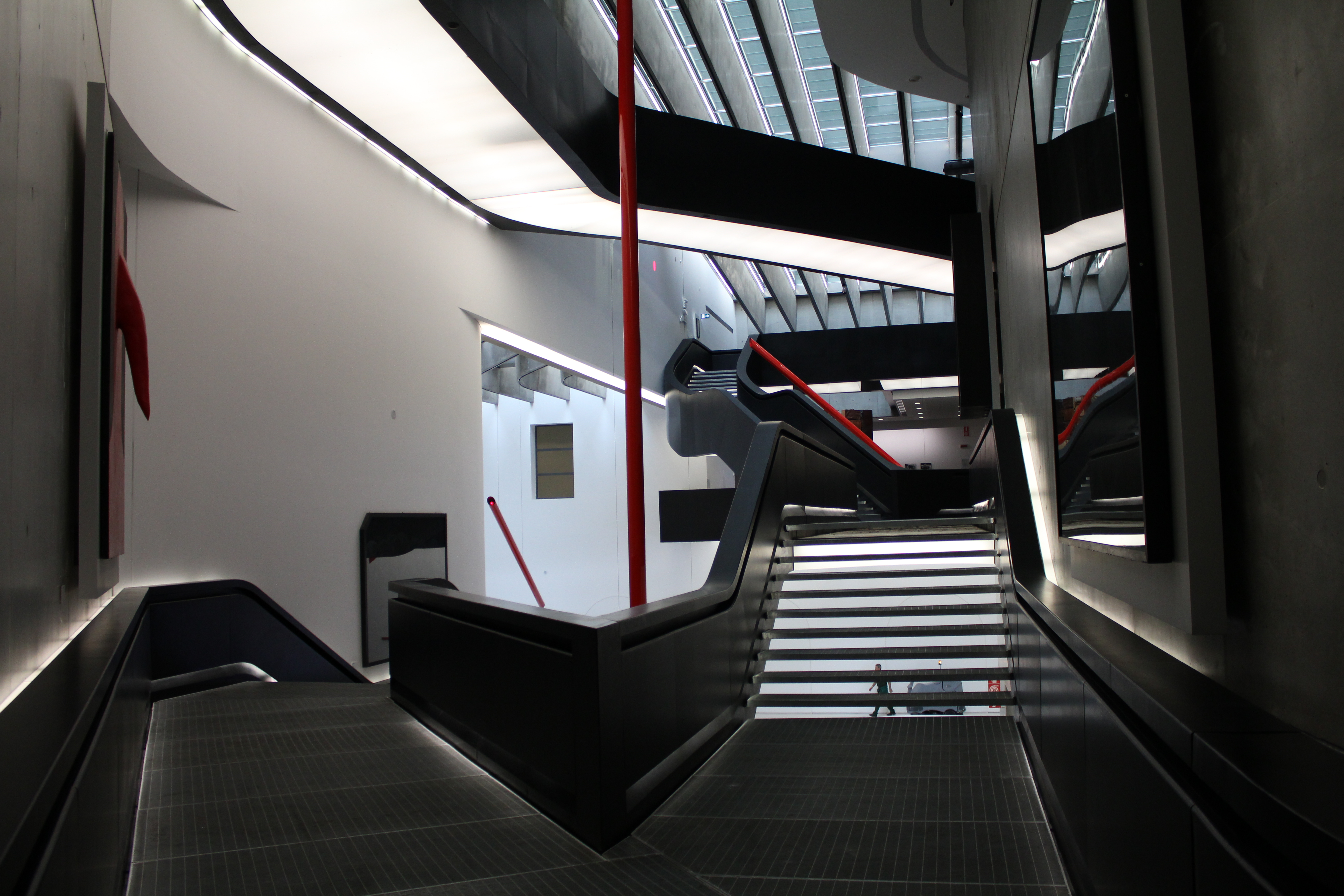
Intérieur.
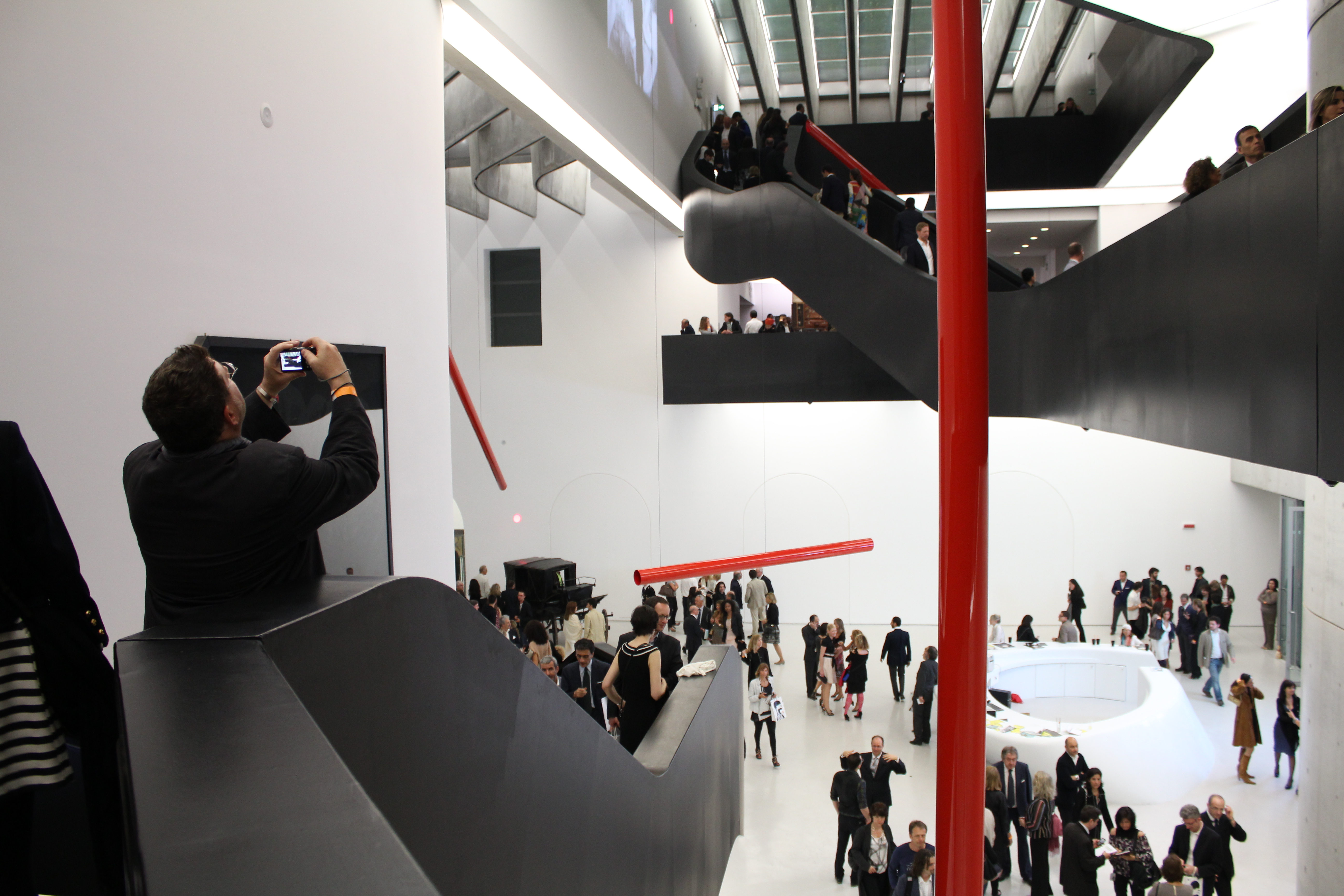
Atrium.
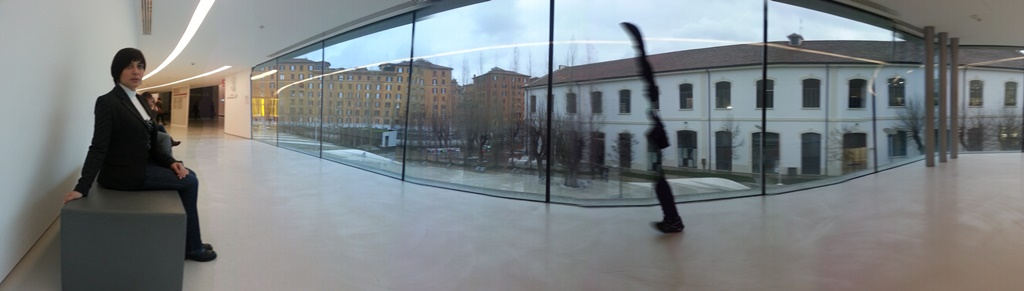
Vue panoramique.

## Collections et expositions
Les collections du MAXXI sont divisées en deux parties : celle réservée aux plasticiens et celle affectée aux architectes. La collection permanente d'art est constituée d'œuvres d'artistes italiens de renommée internationale comme Francesco Clemente, Giuseppe Penone, Gino De Dominicis, Alighiero Boetti, Mario Merz, Maurizio Mochetti, Manfredi Beninati, Vanessa Beecroft, Maurizio Cattelan, Stefano Arienti (en) mais aussi internationaux comme Gerhard Richter, Anish Kapoor, William Kentridge, Kara Walker, Ed Ruscha, Gilbert & George, Michael Raedecker (en), Marlene Dumas, Kiki Smith, Thomas Ruff, Francis Alÿs, Ugo Rondinone, Thomas Schutte, Yayoi Kusama. La collection de Gian Ferrari est notamment hébergée dans le musée. La collection permanente des documents architecturaux regroupe notamment les modèles, maquettes, archives de Alessandro Anselmi, Giancarlo De Carlo, Paolo Soleri, Rem Koolhaas, Vittorio Gregotti, Francesco Cellini (it), Luigi Moretti, et Jean Nouvel.
Enfin le MAXXI présente ses collections photographiques constituées des œuvres de Olivo Barbieri (en), Gabriele Basilico, Mimmo Jodice, Guido Guidi, Armin Linke, et Massimo Vitali, Luigi Ghirri, Ugo Mulas notamment.
La cour extérieure offre un lieu de grandes œuvres d'art.

## Controverse sur l'architecture
Dès son inauguration, où le ministre de la Culture Sandro Bondi a été hué, la conception du bâtiment a fait l'objet d'une controverse. Il a été reproché à Zaha Hadid d'avoir privilégié les effets architecturaux et le gigantisme par rapport aux possibilités de mise en valeur des œuvres. L'originalité du musée tient à l'utilisation de murs penchés et d'un plancher ondulé ainsi que la création de trouées, rubans, angles rompus. Depuis l'atrium, un escalier de fer et de verre se déroule dans les halls qui l'absorbent.